# CZ P-07
Le CZ P-07 est un pistolet semi-automatique fabriqué par Česká Zbrojovka. C'est une arme de conception moderne en polymère chambrée en 9x19mm (capacité 15+1), en .40 S&W (capacité 12+1), en 9x21 mm et en .45 ACP produite depuis 2007.
Le CZ P-07 est une arme de format compact (canon de 95 mm), c'est la  version compacte du CZ-P09 (canon de 115 mm).
Ce pistolet fonctionne en mode simple action et double action et fonctionne selon le principe du percuteur frappé par un marteau. 
Le CZ P-07 possède deux sécurités passives : une sécurité de marteau qui empêche les rebonds et les départs involontaires et une sécurité de percuteur qui bloque celui-ci tant que la détente n'est pas pressée.
Il dispose d'organes de visée standard : une hausse réglable en dérive dans une queue d'aronde et un guidon fixe mais interchangeable.
Comme la plupart des armes de conception moderne, le CZ P-07 possède un rail Picatinny pour accueillir sous le canon de nombreux accessoires, en particulier des torches ou des lasers tactiques.
Plusieurs versions de couleurs différentes du polymère de la poignée ont été ou sont produites : vert tactique, sable, noir.

## Mensurations
| Longueur en mm          | 185   |
| Largeur en mm           | 37    |
| Hauteur en mm           | 130   |
| Poids                   | 770 g |
| Longueur du canon en mm | 95    |

## Utilisateurs
- Slovaquie — Police slovaque
- France — En dotation dans les PREJ et ELSP